# Срцопуц
Срцопуц, смиље или зечје ножице лат. Antennaria dioica је вишегодишња зељаста биљка из породице главочика (Asteraceae).
Име рода је пореклом из латинског од antenna = пипак (по облику длачица), а име врсте из грчког језика од dioicus = дводоман.

## Опис биљке
Стабло је усправно и обрасло свиленкастим, густим длакама. Доњи листови су сакупљени у розету при основи стабла, а остали су наизменично распоређени по стаблу. Сви листови су на лицу зелени, а на наличју сребрнасто длакави. На врху стабла су главичасте цвасти сакупљене од 3 до 12 у штит. Пошто је биљка дводома разликују се женске главице, које су са скоро кончастим црвеним цветовима, од мушких чији су цветови неугледни и цевасти. Плод је ахенија глатка или рапава дужине до 1 mm.

## Станиште
Ова биљка расте по сувим и сунчаним местима или у ретким и светлим листопадним шумама планинских предела. Веома је распрострањена.

## Хемијски састав дроге
Као дрога се користи:
- вршни део са цвастима (Antennariae dioice flos) или
- цео надземни део биљке (Antennariae dioice herba), који се ређе употребљава.

Срцопуц је хемијски недовољно проучена биљка, али је познато да садржи:
- горке материје, смоле, мало етарског уља
- танине
- алкалоиде
- пигменте, мао што је каротин;
- фитостероле
- витамине Ц и К
- сапонине.

## Употреба
Срцопуц се користи у народној медицини за заустављање унутрашњих крварења из носа, плућа, система за варење као и спољашњих рана које крваре. Улази у састав грудног чаја за лечење хроничног бронхитиса и против кашља. Делује као седатив на снижавање крвног притиска, а као добар тоник за јачање организма.
Ако се правилно користи, у прописаним дозама, нема нежељеног деловања. Код особа преосетљивих на полен биљака из фамилије главочика може доћи до појаве алергије или контактног дерматитиса.